# Sztojakovo
Sztojakovo (macedónul: Стојаково) település Észak-Macedóniában, a Délkeleti körzet Bogdanci járásában.

## Népesség
| Lakosok száma | 1566 | 1646 | 1933 | 2063 | 2125 | 2048 | 2041 | 1931 | 1451 |
|               | 1948 | 1953 | 1961 | 1971 | 1981 | 1991 | 1994 | 2002 | 2021 |

2002-ben 1 931 lakosa volt, akik közül 1 890 macedón, 36 szerb, 1 vlach és 4 egyéb nemzetiségű.